# Radojčići (kanton zenicko-dobojski)
Radojčići – wieś w Bośni i Hercegowinie, w Federacji Bośni i Hercegowiny, w kantonie zenicko-dobojskim, w gminie Maglaj. W 2013 roku liczyła 97 mieszkańców, z czego większość stanowili Chorwaci.